# 沖縄海邦銀行プレゼンツ はいたーい ここなだよ〜
沖縄海邦銀行プレゼンツ はいたーい ここなだよ～はエフエム沖縄で平日朝に放送されているミニ番組。毎日1つのウチナーグチをピックアップし紹介する。上地英由沖縄海邦銀行頭取が”天の声”として出演している。たまにスタジオに登場することもある。
4年2か月放送され、2016年9月30日の放送をもって終了した。

## 関連
- はいたい七葉

## リンク
- やびくかりん☆りんちゃん (@karinchan9y) - X（旧Twitter）